# فرانچسکو روسی (بازیکن فوتبال، زاده ۱۹۷۷)
فرانچسکو روسی (انگلیسی: Francesco Rossi؛ زادهٔ ۳۱ اوت ۱۹۷۷) بازیکن فوتبال اهل ایتالیا است.
از باشگاه‌هایی که در آن بازی کرده‌است می‌توان به باشگاه فوتبال کیه‌وو ورونا، باشگاه فوتبال فوجا، و باشگاه فوتبال روبور سیه‌نا اشاره کرد.